# Oud Holland
Oud Holland - Journal for Art of the Low Countries ist die älteste heute noch bestehende kunsthistorische Fachzeitschrift in der Welt, die 1883 von Adriaan de Vries und Nicolaas de Roever begründet wurde und heute vom RKD – Netherlands Institute for Art History herausgegeben wird. Sie befasst sich schwerpunktmäßig mit niederländischer Kunst von 1400 bis 1920.
Die Zeitschrift erschien in den Jahren 1946 bis 1949 unter dem Titel Kunsthistorische mededelingen.